# Нестор-кака
Нестор-кака, зелёный нестор, зелёный кака (лат. Nestor meridionalis) — птица семейства Strigopidae отряда попугаеобразных, обитающая в Новой Зеландии.

## Внешний вид
Длина тела около 45 см; вес 550 г. Окраска оперения тёмно-коричневая с оливковым оттенком. Перья имеют чёрное окаймление. Голова серого цвета, на затылке красная перевязь. Клюв коричневый.

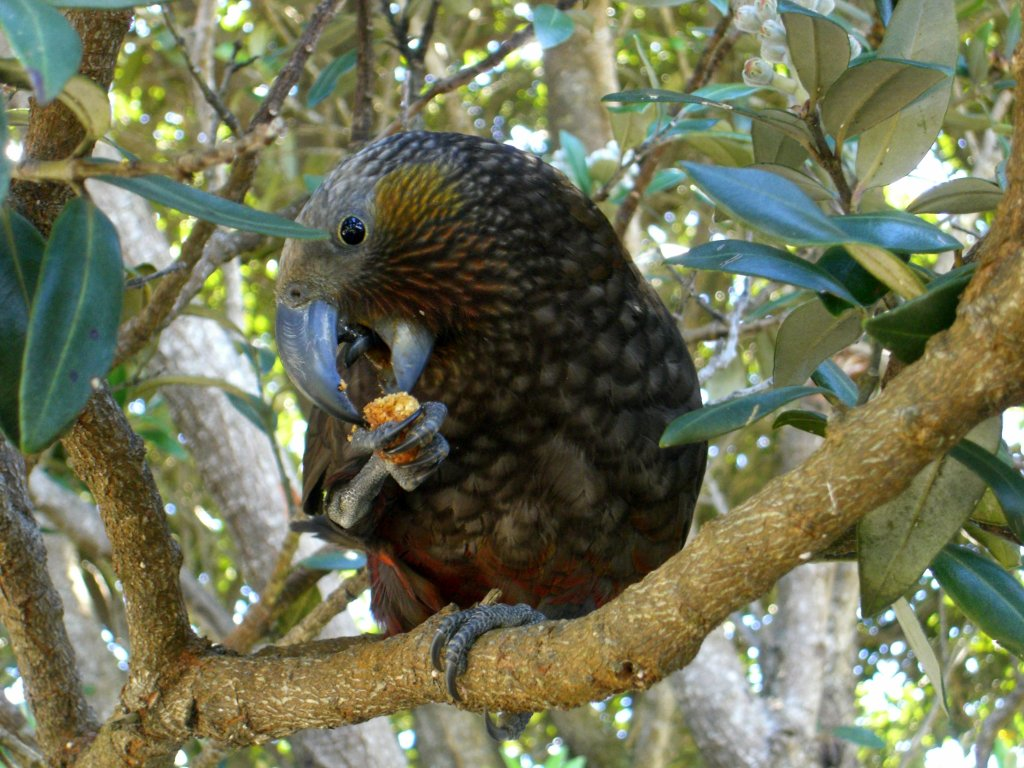

## Образ жизни
Населяют горные леса (в основном буковые) до высоты 1500 метров над уровнем моря, иногда посещают сады и парки. Большую часть дня скрываются на верхушках деревьев, на землю спускаются редко. Обычно активны в сумерках. Питаются различными плодами, ягодами, семенами, цветками, почками, нектаром и беспозвоночными. У нестора-кака есть кисточка на языке, как у лори, благодаря которой он высасывает нектар из цветков.

## Размножение
Брачный сезон длится с сентября по март. Гнездятся в дуплах деревьев, на высоте до 3 метров от земли. Дно выстилают корой и кусками веток. Самка откладывает до 4 яиц. Насиживает яйца самка 21 день, в это время самец её кормит. Не все птенцы выживают, обычно из гнезда вылетают только два птенца. После 70 дней птенцы покидают гнездо. В благоприятные годы бывает и вторая кладка.

## Угрозы и охрана
Численность сократилась, в основном из-за вырубки лесов и развития сельского хозяйства, также угрозу представляет интродукция крыс, хищных сумчатых и куньих, конкуренция со стороны ос и пчёл, также питающихся нектаром, и охота. Маори охотились на попугаев из-за мяса, из красных перьев они делали накидки для церемоний.

## Классификация
Вид включает в себя 2 подвида:
- Nestor meridionalis meridionalis (Gmelin, 1788) — вес самца 575 г, самки — 500 г. Обитает на Южном острове.
- Nestor meridionalis septentrionalis Lorenz, 1896 — вес самца 475 г, самки — 425 г. Обитает на Северном острове.
- † Тонкоклювый нестор Nestor (meridionalis) productus — выделяют в самостоятельный вид. Обитал на о. Норфолк. Истреблён в 1851 году.